# FC Martigues
Der Football Club de Martigues ist ein französischer Fußballverein aus Martigues, einer industriell geprägten Kleinstadt im Département Bouches-du-Rhône.

## Geschichte
Der Verein entstand 1921; zwischen 1964 und 1973 nannte er sich nach einer Fusion aller lokalen Sportvereine Martigues Sport und nahm anschließend wieder seinen alten Namen an. Insbesondere in den 1980er Jahren galt der FCM als eine Art „Filiale“ von Olympique Marseille, dessen Jugend- und Nachwuchsspieler im benachbarten Martigues Spielpraxis gewinnen konnten.
Die Vereinsfarben sind Rot und Gold (frz. sang et or); die Ligamannschaft spielt im Stade Francis-Turcan, das eine Kapazität von 11.500 Plätzen aufweist. Der Klub wird von geleitet von Vincent Caserta, derzeitiger Trainer (seit Mai 2014) ist Franck Priou, der auch schon in den Jahren 2010–2011 hier tätig war. (Stand: Dezember 2014)

### Ligazugehörigkeit
Seit den 1970ern besaß Martigues ein Profistatut; in der höchsten französischen Spielklasse (Division 1, seit 2002 Ligue 1 genannt) war der Klub von 1993 bis 1996 vertreten. 2003 wurde er in die viertklassige CFA, die höchste Amateurliga, zurückgestuft, in der er auch 2014/15 antritt.
Nach zehn Jahren in der National 2 kehrte der Verein 2022 in die National zurück. In dieser Saison wurde der vierte Platz erreicht, nur zwei Punkte hinter dem 2. Platz, was gleichbedeutend mit dem Aufstieg in die Ligue 2 gewesen wäre. 
Im Mai 2025 stieg der Verein wieder in die National ab. Am 4. Mai 2025 schloss der Kontrollausschuss (DNCG) Martigues von nationalen Wettbewerben aus, was den Abstieg in die sechstklassige Régional 1 bedeutete. Der Einspruch des Vereins wurde am 15. Juli 2025 abgelehnt.

### Logohistorie

1990er
Datum unbekannt
Aktuell

## Erfolge
- Französischer Meister: Fehlanzeige, bisher beste Platzierung war Tabellenrang 11 (1994/95)
- Französischer Pokalsieger: bisher Fehlanzeige

## Bekannte ehemalige Spieler und Trainer
- Inès Belloumou (als Kind und Jugendliche)
- Ali Benarbia
- Éric Cantona
- Rod Fanni
- André-Pierre Gignac (nur als Jugendlicher)
- Foued Kadir (nur als Jugendlicher)